# Tee Grizzley
Терри Санчес Уоллес-младший (род. 23 марта 1994, Детройт, Мичиган), более известный как Tee Grizzley — американский рэпер и автор песен. Наиболее известен своими песнями «First Day Out», «No Effort», серии Robbery, состоящей из 9 частей и «From the D to the A» (при участии Lil Yachty).
После выхода из тюрьмы в октябре 2016 года, Санчес выпустил свой дебютный сингл «First Day Out» на YouTube. Песня набрала более двух миллионов просмотров за менее, чем три недели. Grizzley подписал контракт с 300 Entertainment and Atlantic Records в 2017. После выхода множества микстейпов и синглов в 2017 году, Санчес выпускает свой дебютный альбом Activated в 2018, который достиг 10 места в чарте Billboard 200.

## Биография
Терри Санчес Уоллес-младший родился 23 марта 1994 года в Детройте, Мичиган, и воспитывался свой бабушкой в районе Joy Rd. & Southfield, так как его родители постоянно попадали в тюрьму и выходили из неё. В средней школе он начал проявлять интерес к рэпу и в итоге собрал группу All Stars Ball Hard вместе со своими тремя друзьями, JR, Po, и Lee. Уоллес взял прозвище ASBH Tee и они начали загружать свои песни на YouTube. В 2011 году его мать была отправлена в тюрьму на 20 лет за продажу наркотиков и вышла из неё в конце 2020 года. Его отец был убит в 2012 году.
Уоллес был первым из семьи за несколько поколений, поступившим в колледж, а именно Университет штата Мичиган, для получения высшего образования по финансам и учёту. На фоне финансовых трудностей, он и его друг начали грабить студенческие общежития, и в феврале 2014 года украли электроники и денег на 20 тысяч долларов. 27 февраля Уоллес и Джереми Форд были пойманы, но отпущены до завершения расследования. Санчес сбежал в Кентукки, где 1 июля 2014 был арестован вместе с тремя другими людьми вследствие попытки ограбления магазина ювелирных украшений в Лексингтоне. Tee был приговорен к девяти месяцами за ограбление, и за время отбывания этого наказания он был приговорен к сроку от 18 месяцев до 15 лет за ограбления в Мичигане в сентябре 2015 года. 16 октября 2016 года Tee Grizzley вышел из тюрьмы.